# São Bernardo, Maranhão
São Bernardo este un oraș în unitatea federativă Maranhão (MA), Brazilia.